# Ligas camponesas
As Ligas Camponesas foram organizações de camponeses formadas pelo Partido Comunista Brasileiro (PCB) a partir de 1945. Foi um dos movimentos mais importantes em prol da reforma agrária e da melhoria das condições de vida no campo no Brasil. Elas foram abafadas depois do fim do governo de Getúlio Vargas e só voltaram a agir em 1954, inicialmente no estado de Pernambuco, e posteriormente na Paraíba, no Rio de Janeiro e em Goiás. A partir daí, as Ligas Camponesas exerceram intensa atividade até a queda de João Goulart, em 1964. O mais conhecido líder do primeiro período foi Gregório Lourenço Bezerra e do segundo, Francisco Julião Arruda de Paula.

## História
As Ligas Camponesas foram criadas pelo PCB durante o governo ditatorial de Getúlio Vargas e nas vésperas do fim da Segunda Guerra Mundial. Elas foram estabelecidas em vários municípios do país, entre os trabalhadores rurais de todo tipo (pequenos agricultores familiares, parceiros, Sem-Terras, assalariados e diaristas) com dois objetivos: o primeiro era aumentar o número de eleitores do PCB, o segundo era identificar os interesses da classe e organizar a luta ao seu favor. Com a queda do governo ditatorial de Getúlio Vargas e a eleição de Eurico Gaspar Dutra para presidente, uma nova Constituição foi promulgada em 1946. O Brasil alinhava-se então com os Estados Unidos e, no contexto internacional do início da Guerra Fria, posicionava-se contra os socialistas da União Soviética. Em 1947, a nova postura do Estado colocou o PCB na ilegalidade, abafando também as Ligas Camponesas (mesmo antes da cassação do mandato do partido, no entanto, as Ligas já sofriam com a repressão das autoridades).

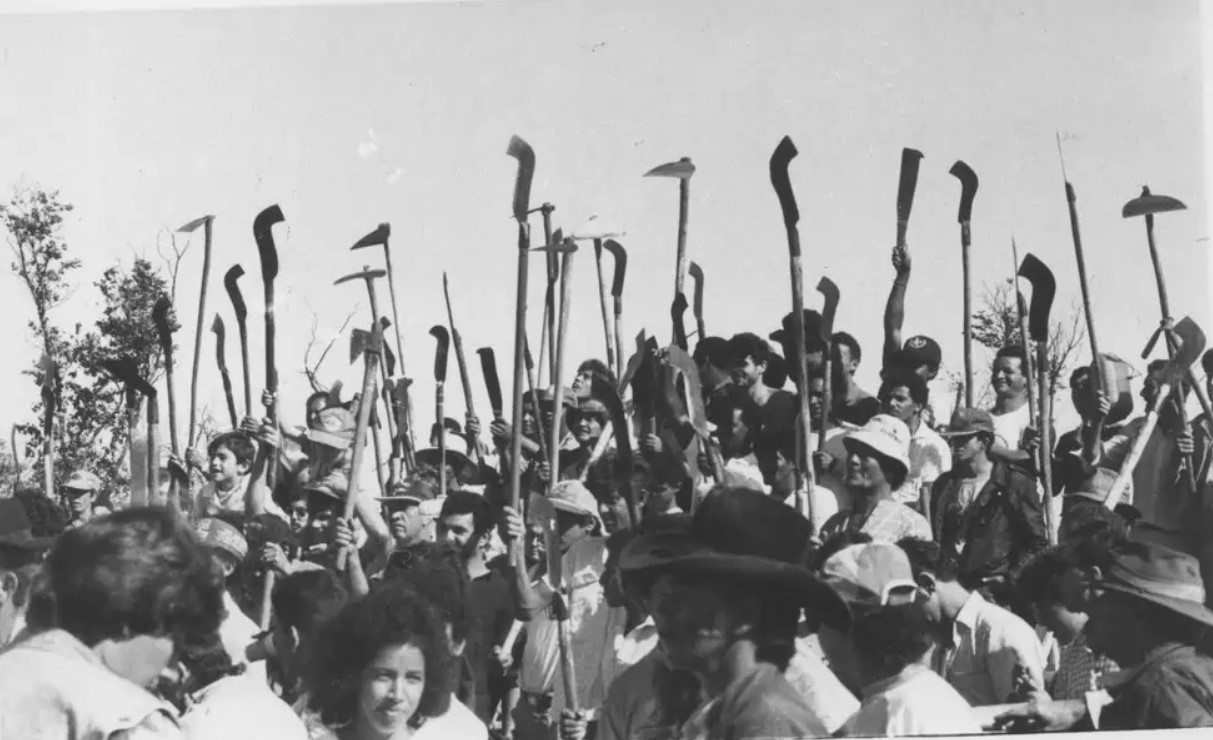
Reunião de camponeses que participavam das Ligas no período de 1955-1964

Elas só voltariam a agir em 1954. O segundo período de existência começou no engenho Galiléia, na cidade de Vitória de Santo Antão, em Pernambuco (PE). Foi formada então a Sociedade Agrícola e Pecuária de Plantadores de Pernambuco (SAPPP), que tinha três fins específicos:
- Auxiliar os camponeses com despesas funerárias — evitando que os falecidos fossem, literalmente, despejados em covas de indigentes ("caixão emprestado")
- Prestar assistência médica, jurídica e educacional aos camponeses
- Formar uma cooperativa de crédito capaz de livrar aos poucos o camponês do domínio do latifundiário

Mas a SAPPP foi logo acusada de objetivos políticos socialistas e, proibida de agir na região, foi atacada para ser dissolvida à força. Seus integrantes, porém, resistiram e encontraram apoio jurídico para institucionalizar a associação, atuando legalmente a partir de 1955. No engenho Galiléia trabalhavam cerca de 140 famílias de camponeses em regime de foro: em troca de cultivar a terra, deviam pagar uma quantidade fixa em espécie ao proprietário dela. É importante frisar que esse engenho já se encontrava em "fogo morto", ou seja, inadequado para plantio de cana-de-açúcar.
A SAPPP, a princípio, aceitou o apoio do proprietário do Galiléia e o convidou para assumir a presidência da sociedade. Advertido, entretanto, por outro proprietário da região de que o convite era uma proposta comunista e de que teria finalidade política, o proprietário do engenho ordenou que a SAPPP fosse desfeita imediatamente, ameaçando os camponeses de expulsão e até de aumentar o valor do foro. Os camponeses decidiram lutar, mas sabiam que isolados no campo não conseguiriam resistir por muito tempo. Resolveram, então, buscar apoio na cidade, encontrando na figura do advogado Francisco Julião o apoio e o respaldo jurídico de que tanto precisavam.
Francisco Julião (que já havia se pronunciado a favor dos camponeses), institucionalizou a associação. Graças a ele, em 1º de janeiro de 1955, a SAPPP passou a funcionar legalmente..Em 1959, eles conseguiram a desapropriação do engenho. A imprensa rapidamente chamou a SAPPP de Liga, fazendo referência ao movimento antigo criado pelo PCB.
Enquanto isso, o movimento espalhava-se pelo interior do estado. A vitória dos galileus estimulou bastante as lideranças camponesas que sonhavam com uma reforma agrária. No início da década de 60, as Ligas já haviam se difundido pelo nordeste brasileiro, atingindo repercussão nacional e internacional no contexto da Revolução Cubana, em 1959.
Suas ideias reformistas, contudo, eram associadas ao temor socialista do qual os países opositores tinham na época. Com a instalação do regime militar em 1964, então, as principais lideranças do PCB e das Ligas foram assassinadas, presas ou tiveram que fugir e, assim, as Ligas Camponesas deixaram de existir.